# شمعدانی ارغوانی
شمعدانی ارغوانی (نام علمی: Pelargonium quercifolium) نام یک گونه از سرده گل شمعدانی است.